# Marist Prems FC
El Marist Prems Football Club es un equipo de fútbol de Tonga que juega en la Primera División de Tonga, primera categoría de fútbol en el país.

## Historia
Fue fundado en el año 2005 en la capital Nukualofa y un año más tarde logran participar por primera vez en la Primera División de Tonga.
Tres años más tarde consiguen ganar su primer título de liga, con lo que cortaron una racha de 11 títulos ganados de manera consecutiva por el SC Lotoha'apai luego de mantenerse invictos las primeras ocho fechas.

## Palmarés
- Primera División de Tonga: 1

2009